# Volchero di Erla
Volchero di Erla, detto anche Wolfger di Ellenbrechtskirchen o di Leubrechtskirchen (Erla, 1140 – Aquileia, 23 gennaio 1218), è stato un patriarca cattolico tedesco, Patriarca di Aquileia dal 1204 al 1218.

## Biografia
Proviene da una famiglia di Erla, Volchero è stato inizialmente rettore dei monasteri di Pfaff e Zell am See. Nel 1191 venne nominato vescovo di Passavia (carica che cederà nel 1204 per diventare patriarca di Aquileia); ricevette l'ordinazione sacerdotale ed episcopale solo dopo l'elezione a vescovo, aveva infatti un figlio che è citato più volte nei suoi racconti di viaggio. Non si sa cosa accadde della moglie di Volchero al momento dell'ordinazione sacerdotale del marito perché c'è più nessuna sua notizia, forse era vedovo o la moglie era entrata in un convento (una continuazione immutata del matrimonio sarebbe stata difficilmente possibile per un vescovo del XII secolo).
Volchero prese parte, nel 1195, alle trattative per la liberazione di re Riccardo I Cuor di Leone, prese poi parte della crociata del 1197/98. Dopo il suo ritorno, ottenne nel 1190 il consenso papale per la creazione dell'Ordine Teutonico e si adoperò per la creazione di un'altra diocesi nel territorio della diocesi di Passavia. Nel 1199 accettò che la sua firma apparisse nella dichiarazione dei principi di Spira.
Volchero si adoperò molto per la sua elevazione alla sede patriarcale di Aquileia, nel 1204 fu infine eletto patriarca, qui si dedicò al rafforzamento del potere temporale della sua carica e nel 1209 riottenne il controllo sull'Istria e Carinzia. Gli fu affidata la carica di Reichslegaten in Italia, prima sotto Filippo di Svevia  e poi con Ottone IV ma si ritirò dalla politica imperiale dopo aver partecipato al Concilio Lateranense IV del 1215.
Grazie alla sua abile politica la Patria del Friuli raggiunge la sua massima espansione, divenendo il più vasto stato italiano dell'epoca. Volchero si prodiga anche per la modernizzazione e la riorganizzazione della Patria, accogliendo banchieri senesi, regolando la trasmissione dei feudi e favorendo quello che diventerà di lì a poco il parlamento della Patria del Friuli. Durante il suo governo nella regione giungono i primi francescani ma si ha notizia anche della presenza di alcuni eretici patarini.
Dopo l'assassinio dell'imperatore Filippo di Svevia (21 luglio 1208), il patriarca appoggia Ottone IV di Brunswick ed è suo legato in Lombardia (aprile 1209), dove ottiene la fedeltà di Milano, Pavia, Piacenza, Cremona e Brescia.
Il patriarca ospitò inoltre alla sua corte diversi minnesänger (cantori d'amore) tra i quali il friulano Tomasino di Zercläre, autore del poema moraleggiante “Wälischer Gast” (ospite cisalpino) ed il bavarese Wolfram von Eschenbach autore del Parzival; dal libro di viaggio di Volchero si ottiene poi l'unica testimonianza extra-letteraria dell'esistenza di Walther von der Vogelweide, infatti vi si legge di come Volchero gli abbia dato, il 12 novembre 1203 cinque scellini (una somma considerevole) per un cappotto di pelliccia. Il circolo letterario del vescovo era composto anche da altri poeti austriaci e bavaresi, tra cui probabilmente anche l'autore del Nibelungenlied, facendo della sua diocesi un centro letterario di prim'ordine.

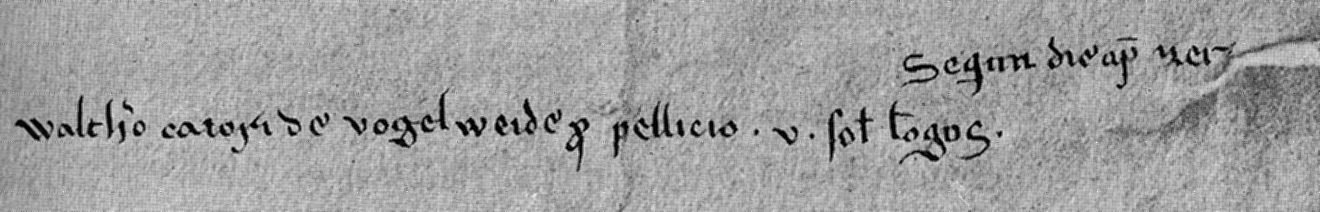
walthero cantori de vogelweide pro pellicio v solidos longos

## Genealogia episcopale
La Genealogia episcopale è:
- Patriarca Ulrico di Treven
- Arcivescovo Adalberto III di Boemia
- Patriarca Volchero di Erla